# Germania Wiesbaden
Die SG Germania Wiesbaden ist ein 1903 gegründeter Fußballverein aus der hessischen Landeshauptstadt Wiesbaden. Der Verein, der in der Waldstraße im westlichen Teil der Kernstadt zuhause ist, stand zwar von Beginn an stets an im Schatten des lokalen Konkurrenten SV Wiesbaden, etablierte sich aber über viele Jahrzehnte hinweg als Nummer zwei im Wiesbadener Fußball. Die erfolgreichste Zeit der Germania waren die zehn Jahre zwischen 1963 und 1973, als man sich nicht nur in der hessischen Amateurliga bewähren konnte, sondern 1966/67 ein einjähriges Gastspiel in der Regionalliga Süd, der seinerzeit zweithöchsten Spielstufe in Deutschland, gab. In den 1970er Jahren fiel der Verein in die unteren Klassen zurück. Die Frauenmannschaft der Germania spielte hingegen von 2009 bis 2011 in der dritthöchsten Fußballklasse, der Regionalliga Süd.

## Geschichte
Der Verein entstand im September 1903 unter dem Namen FC Germania als Vereinigung der beiden Straßenfußballvereine FC Deutschland und FC Columbia. Schon vier Jahre nach der Gründung war dem Club erstmals der Aufstieg in die höchste Spielstufe, der Nordkreisliga des Süddeutschen Fußballverbandes gelungen, wo man sich aber nur ein Jahr halten konnte. Nach dem Ersten Weltkrieg vereinte sich die Germania mit dem Wiesbadener Fußballverein zum FV Germania, errang 1919/20 die Rheinkreismeisterschaft und damit die Qualifikation zur als neue höchste Spielklasse gegründeten Kreisliga Nordmain. Die „Waldsträßler“ verdrängten damit sogar kurzzeitig den Lokalrivalen SV Wiesbaden als Nummer eins der Stadt, im Verlauf der 1920er Jahre rutschten die Germanen jedoch wieder in die Zweitklassigkeit ab. Überhaupt steckte der Fußball in der durch die Besatzungszeit gekennzeichneten Stadt in der Krise. Eine Liaison mit dem SVW, die 1930 zustande kam, hatte vier Jahre später die Abspaltung und Neugründung als SC Waldstraße Wiesbaden zur Folge, der in den darauf folgenden Jahren so erfolgreich war, dass er 1939/40 kurz vor dem Sprung in die damals höchste Spielklasse, die Gauliga Hessen, stand.
Nach dem Zweiten Weltkrieg und der damit verbundenen Auflösung der Sportvereine wurde noch im Jahr 1945 der Verein als SC Germania Wiesbaden neu gegründet, ab 1949 trat man dann unter dem heutigen Namen SG Germania an. Im selben Jahr wurde auch das neue Vereinsheim eröffnet. 1951 stieg die Mannschaft als Meister der Bezirksklasse Wiesbaden in die 2. Amateurliga auf, und zwei weitere Jahre später, 1953, zog man unter Trainer Bernhard Kellerhoff erstmals in die 1. Amateurliga Hessen ein. Ein weiterer Höhepunkt des Aufstiegsjahres war ein Freundschaftsspiel gegen den 1. FC Kaiserslautern, das 13.500 Zuschauer auf das Gelände an der Waldstraße lockte. Erfolgsgarant der Schwarz-Weißen war in dieser Zeit der sogenannte „Kanonensturm“, bestehend aus Willi und Wolfgang Elze, Bruno Müller, Werner Schreiber und Ludwig Lakatos. Bereits im Jahr nach dem Aufstieg erreichte die Germania einen sechsten Rang und zwei Jahre später, 1955/56, lieferte man sich unter Trainer „Teddy“ Debus mit der Spvgg. 03 Neu-Isenburg ein spannendes Kopf-an-Kopf-Rennen um die Meisterschaft, das schließlich durch ein 2:3 im direkten Aufeinandertreffen verloren ging.
Danach folgten einige Jahre als Fahrstuhlmannschaft zwischen 1. und 2. Amateurliga, bis die Germania Anfang der 1960er Jahre unter Trainer Eugen Csákány wieder zu alter Stärke zurückfand. 1961/62 wieder ins hessische Oberhaus aufgestiegen, traf die Mannschaft erstmals seit 40 Jahren wieder auf den Lokalrivalen SV Wiesbaden und feierte mit einem 4:0 einen fulminanten Sieg. Durch umsichtige Vereinsführung und intensive Nachwuchsarbeit stellten sich bald weitere Erfolge ein. 1965 gewann die Germania durch ein 5:3 über den 1. FC Langen den Hessenpokal, und in der anschließenden ersten Runde des süddeutschen Pokalwettbewerbes scheiterte sie nur knapp mit 1:2 am FSV Frankfurt. Die darauf folgende Saison 1965/66 wurde zur erfolgreichsten der Vereinsgeschichte: Mit 93 Toren durch den Paradesturm um Jupp Schmitz, Jürgen Janitz, Reinhard Meier, Kurt Steinbrenner und Herbert Kautzmann und großem Abstand vor dem Rest des Feldes – Vizemeister SG Westend Frankfurt wurde mit 8:1 geschlagen, Lokalrivale SVW vor 7000 Zuschauern an der Waldstraße mit einem 6:1 nach Hause geschickt – wurde die Germania unter Trainer Otto Tempel Hessenmeister und stieg in die Regionalliga Süd auf. In der damals unter der Bundesliga zweithöchsten Spielstufe musste man die Heimspiele der Runde 1966/67 allerdings im Stadion an der Berliner Straße austragen, da der Rotgrantplatz an der Waldstraße nicht regionalligatauglich war. Mit dem neuen Trainer Hans Schwerdhöfer und verstärkt um den jugoslawischen B-Nationaltorhüter Branko Crnkovic, Ernst-Dieter Schermuly (Borussia Fulda) und Emil März (SpVgg Weisenau) startete die Germania mit einem 2:0 über Schweinfurt 05 und einem 1:1 beim VfR Mannheim zwar verheißungsvoll in die Saison, nach einem 2:4 gegen die Offenbacher Kickers vor 12.000 Zuschauern ging es allerdings bergab. Die Schwarz-Weißen rutschten in den Tabellenkeller und stiegen nach einem 0:6 gegen die SpVgg Fürth im letzten Zweitligaheimspiel vor nur noch 1500 Anhängern schließlich als 17. und Vorletzter ab.
Zurück im Amateurlager folgte nach zwei Jahren in der Hessenliga 1969 ein erneuter Abstieg in die Gruppenliga. Die Germania stieg zwar im Jahr darauf wieder in die Amateurliga auf, und die Mannschaft von Spielertrainer Fahrudin Jusufi weckte noch einmal Aufbruchsstimmung an der Waldstraße, doch schon 1973 verabschiedeten sich die Schwarz-Weißen endgültig von der überregionalen Fußballbühne. Abgesehen von einem fünfjährigen Gastspiel in der Landesliga (1983–1988) spielt die SG Germania Wiesbaden seither in den unteren Fußballklassen der Region, derzeit nach zwischenzeitlichen Abstiegen bis in die Kreisliga B in der Kreisoberliga Wiesbaden (Stand Saison 2022/23). In den letzten Jahren machte hingegen die Frauenmannschaft der SG Germania von sich reden. Sie wurde in der Saison 2008/09 Hessenmeister und stieg damit in die Regionalliga Süd auf. Im Jahre 2022 gelang der SG Germania der Wiederaufstieg in die Kreisoberliga Wiesbaden. Außerdem spielen sie in der kommenden Saison 2022/23 im Hessenpokal dank dem Kreispokalsieg in der Vorsaison 2021/22.

## Spielstätte
Als Heimstätte fand die Germania 1910 einen Platz an der Waldstraße im Westen der Stadt, fernab von den Villenvierteln im Norden und Osten Wiesbadens, und ist dort noch heute ansässig. 1949 wurde das alsbald als „Samba-Hütte“ bezeichnete Vereinsheim eröffnet, das Gelände auf eine Kapazität von 9000 Zuschauern ausgebaut (1954) und das Clubhaus bis 1955 zu einer stattlichen Sport- und Kulturstätte erweitert. Der Spiel- und Trainingsbetrieb findet im Stadion an der Waldstraße von März bis Oktober statt, der Verein nutzt auch den Sportplatz am Erlenweg in Wiesbaden-Biebrich.

## Tischtennis
In den 1950er Jahren war die Herrenmannschaft des Germania Wiesbaden in der Tischtennis-Oberliga, der damals höchsten deutschen Spielklasse, vertreten.
Um 1954 schloss sich die Tischtennisabteilung des SV Wiesbaden, die von 1950 bis 1953 viermal in Folge deutscher Mannschafts-Vizemeister war, dem Verein Germania Wiesbaden an. Wegen Mannschaftsschwierigkeiten zog der Verein 1960 die Mannschaft zurück. 1961 trat die Tischtennisabteilung des Vereins ABC Wiesbaden, dessen Herrenteam bis 1960 ebenfalls in der Oberliga vertreten war, zu Germania Wiesbaden über.
Heute (2015) spielt die Herrenmannschaft in der Kreisklasse.

## Trainer
- Otto Barić (1969–1970)